# ディープ・シー20000
ディープ・シー20000（20,000 Leagues Under the Sea）は、ヴィレッジ・ロードショー・ピクチャーズ制作の1997年のTVシリーズ。

## 概要
ジュール・ヴェルヌの小説「海底二万哩」を原作とした二部構成のテレビシリーズ。アメリカでは、1997年5月11日、12日にそれぞれ前編、後編が放送された。日本では、2000年8月4日に吹替版と字幕版のビデオが同時発売され、2002年5月24日には45分の未公開映像を追加した「完全版」がDVDで発売された。同年の7月11日には、NHK-BS2で「海底2万マイル」のタイトルで前後編続けてテレビで放送された。

## キャスト
| 役名             | 俳優                             | 日本語吹替 | 日本語吹替 |
| 役名             | 俳優                             | VHS版      | NHK-BS2版  |
| ---------------- | -------------------------------- | ---------- | ---------- |
| ネモ船長         | マイケル・ケイン                 | 長嶝高士   | 有川博     |
| ピエール         | パトリック・デンプシー           | 浜田賢二   | 内田夕夜   |
| アロナクス       | ジョン・バッハ                   | 石井隆夫   | 坂口芳貞   |
| ケイブ           | アドウェール・アキノエ＝アグバエ | 松本大     | 大場真人   |
| ネッド           | ブライアン・ブラウン             | 高瀬右光   | 樋浦勉     |
| マカッチェン提督 | ピーター・マッコーリー           | 茶風林     | 稲垣隆史   |
| エドワード       | ニコラス・ハモンド               |            | 神谷和夫   |
| イーメイ         | セシリー・チュン                 |            | 岡寛恵     |

## スタッフ
| 監督                   |
| ---------------------- |
| ロッド・ハーディ       |
| 製作総指揮             |
| キース・ピアース       |
| ジェフリー・Ｍ・ヘイズ |
| リチャード・ピアース   |
| 原作                   |
| ジュール・ヴェルヌ     |
| 脚本                   |
| ブライアン・ネルソン   |
| 撮影                   |
| ジェームズ・バートル   |
| 音楽                   |
| マーク・スノウ         |